# Missionari oblati di Maria Immacolata
I Missionari oblati di Maria Immacolata (in latino Congregatio Missionariorum Oblatorum B. M. V. Immaculatae) sono un istituto religioso maschile di diritto pontificio: i membri di questa congregazione clericale pospongono al loro nome la sigla O.M.I.
La congregazione fu fondata il 25 gennaio 1816 ad Aix-en-Provence da Eugène de Mazenod per la predicazione delle missioni alla popolazione delle campagne: approvata da papa Leone XII il 21 marzo 1826, si diffuse rapidamente in Canada, Ceylon e Sudafrica.
Oltre che alle missioni popolari ed estere, i religiosi della congregazione si dedicano all'istruzione e alla formazione dei sacerdoti.

## Storia

### Origini

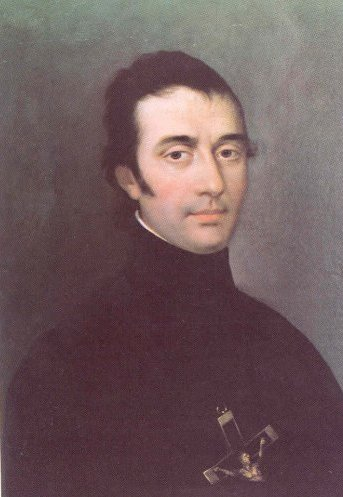
Eugène de Mazenod

La congregazione venne fondata da Eugène de Mazenod (1782-1861): di nobile famiglia, dovette abbandonare la Francia allo scoppio della Rivoluzione; studiò presso i barnabiti a Torino e a Venezia entrò in contatto con Bartolo Zinelli, della Società della Fede di Gesù, che esercitò una notevole influenza sulla sua formazione. Tornato in patria, entrò nel seminario di San Sulpizio e venne ordinato sacerdote nel 1811.
Per far fronte alla scristianizzazione e all'abbandono della pratica religiosa nelle aree rurali della Provenza, Eugène de Mazenod e alcuni compagni (François de Paule Henry Tempier, Joseph Hippolyte Guibert, Carlo Domenico Albini) organizzarono una compagnia di sacerdoti per la predicazione delle missioni popolari nelle campagne. La fondazione ebbe luogo ad Aix-en-Provence il 25 gennaio 1816. Per l'organizzazione delle missioni i preti presero a modello quelle dei redentoristi di sant'Alfonso Maria de' Liguori e, per rendere più efficace la loro predicazione, ricorrevano all'utilizzo del dialetto provenzale.

### Sviluppi della congregazione
Inizialmente i sacerdoti costituivano una compagnia di preti senza voti, come gli oratoriani, ma nel 1818 i membri della società presero i voti di obbedienza e castità e nel 1821 quello di povertà, dando un carattere religioso alla loro congregazione.
Nel 1823 Fortuné-Charles de Mazenod, zio di Eugène e vescovo di Marsiglia, affidò al nipote e ai suoi sacerdoti le missioni nella sua diocesi. La congregazione, detta in origine "Società missionaria di Provenza", nel 1825 prese il nome di "Missionari di San Carlo" e venne approvata da papa Leone XII il 21 marzo 1826 come "Oblati di Maria Immacolata".
Nel capitolo del 1831 gli Oblati di Maria Immacolata decisero di aggiungere alle finalità dell'istituto le missioni estere, la direzione dei santuari mariani (era stato loro affidato il santuario di Nostra Signora del Laus, in Savoia), l'insegnamento nei seminari: papa Pio IX approvò l'ampliamento delle aree d'intervento il 20 marzo 1851.

### Espansione missionaria
Nel 1841, su invito del vescovo di Montréal Ignace Bourget, i primi missionari Oblati di Maria Immacolata raggiunsero il Canada: i religiosi si dedicarono all'apostolato presso gli indiani e gli eschimesi e fondarono a Bytown il collegio che poi diede origine all'università di Ottawa (diretta dagli oblati fino al 1966).
Dal Canada nel 1847 gli oblati estesero il loro apostolato all'Oregon e nello stesso anno vennero chiamati dal vescovo Orazio Bettacchini in Ceylon, dove diedero un grosso contributo alla formazione del clero locale. Nel 1852 la Santa Sede affidò alla congregazione il vicariato apostolico di Natal, in Sudafrica.

## Spiritualità
Il fondatore è stato proclamato santo da papa Giovanni Paolo II il 3 dicembre 1995.
La spiritualità della congregazione si inserisce nel solco della scuola francese e sulpiziana ma con forti elementi originali, mutuati soprattutto da sant'Alfonso Maria de' Liguori.

## Governo
La congregazione è retta da un superiore generale (oggi Louis Lougen, di nazionalità americana) eletto dal capitolo generale con un mandato di sei anni e rieleggibile una sola volta; il superiore è coadiuvato da due assistenti generali e da alcuni consiglieri generali (uno in rappresentanza di ciascuna delle regioni in cui è organizzata la congregazione).
La sede generalizia è in via Aurelia a Roma.

## Attività e diffusione
Gli Oblati di Maria Immacolata si dedicano alla predicazione delle missioni nelle parrocchie rurali, alle missioni ad gentes, alla direzione di seminari e all'educazione della gioventù.
Sono presenti in Europa (Austria, Belgio, Bielorussia, Repubblica Ceca, Danimarca, Francia, Germania, Irlanda, Italia, Lussemburgo, Paesi Bassi, Norvegia, Polonia, Regno Unito, Romania, Spagna, Svezia, Svizzera, Ucraina), in Africa (Angola, Botswana, Camerun, Repubblica Democratica del Congo, Kenya, Lesotho, Madagascar, Namibia, Nigeria, Senegal, Sudafrica, Zambia, Zimbabwe), nelle Americhe (Argentina, Bolivia, Brasile, Canada, Cile, Colombia, Cuba, Guatemala, Guyana francese, Haiti, Messico, Paraguay, Perù, Porto Rico, Stati Uniti d'America, Suriname, Uruguay, Venezuela), in Asia (Bangladesh, Cina, Corea del Sud, Filippine, Giappone, India, Indonesia, Laos, Pakistan, Sri Lanka, Thailandia, Turkmenistan, Vietnam) e in Oceania (Australia, Nuova Zelanda, Polinesia Francese).
Al 31 dicembre 2014 la congregazione contava 3.992 religiosi, 2.985 dei quali sacerdoti, in 979 case.